# 東京海上日動火災保険

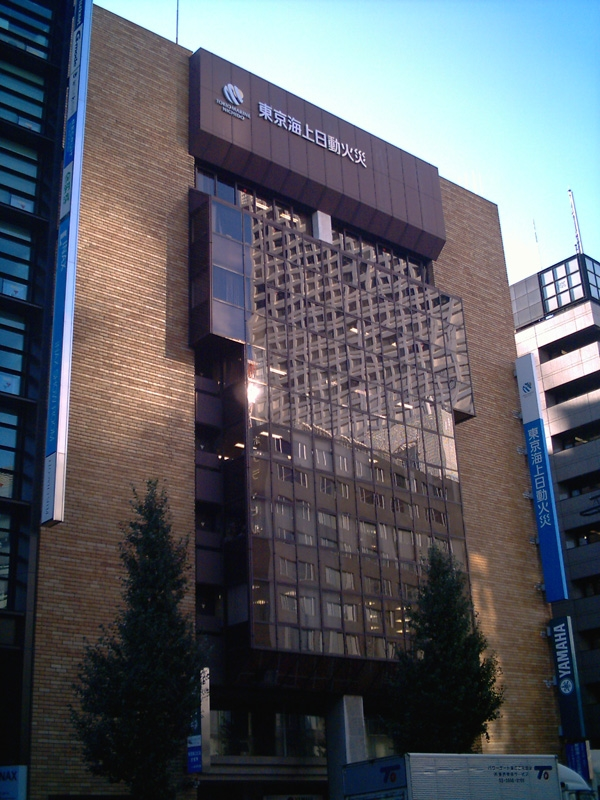
東京海上日動火災 新宿支店

東京海上日動火災保険株式会社（とうきょうかいじょうにちどうかさいほけん、英: Tokio Marine & Nichido Fire Insurance Co., Ltd.）は東京都千代田区大手町の常盤橋タワーに本社を置く、日本の損害保険会社。東京海上ホールディングス傘下の完全子会社である。

## 概要
2004年10月1日に、東京海上火災保険と日動火災海上保険の合併により発足した。略称は「東京海上日動」。また、「東海日動」や「TOKIO MARINE NICHIDO」などと呼ばれる場合もある。旧会社の知名度を生かすため、持株会社の名称に合わせたミレアの名称を採用しなかった。
三菱グループの一員であり、三菱金曜会と三菱広報委員会に加盟している。加えて、芙蓉グループの芙蓉会と芙蓉懇談会、第一勧銀グループの三金会の加盟企業でもある。以上の経緯から三菱UFJフィナンシャル・グループ およびみずほフィナンシャルグループ と親密である。
2008年7月1日に、持株会社の名称を東京海上ホールディングスに改称した。なお、合併の際には東京海上火災保険株式会社を存続会社として発足したが、「新会社を設立する」という理念のもとで合併がなされた。会社概要では、「創業」として、東京海上保険が設立された1879年8月を掲げている。

## 沿革
合併以前の旧会社である東京海上火災保険および日動火災海上保険の沿革をそれぞれ以下に記す。

### 東京海上火災保険
その前身・東京海上保険は日本最初の保険会社（海上保険会社）である。売上高では、日本の損害保険業界トップ。かつての三菱財閥、2016年現在の三菱グループに所属する会社として発足している。略称は東京海上や東海など。大学生の就職人気企業ランキングの文系部門では第1位を長年得ていた。
- 1879年8月 - 東京海上保険設立。
- 1891年1月 - 明治火災保険設立。
- 1918年4月 - 東京海上火災保険に商号変更。
- 1919年3月20日 - 三菱海上火災保険設立。
- 1922年7月 - 大連火災海上保険設立（17%株主）
- 1944年3月 - 明治火災保険および三菱海上火災保険と合併。東京海上火災保険株式会社設立。
- 1984年5月 - CIを導入。

### 日動火災海上保険
東京銀座に、日動画廊、熊本県東京事務所と本社ビル（日動火災・熊本県共同ビル）を共有していた。「動産三社」の一角。旧安田財閥。
- 1898年2月 - 東京物品火災保険設立。
- 1911年11月 - 東邦火災保険設立。
- 1914年1月 - 東京物品火災、日本動産火災保険に商号変更。
- 1944年8月 - 日本動産火災、東邦火災保険を吸収合併。
- 1946年12月 - 日本動産火災、日動火災海上保険に商号変更。

### 東京海上日動火災保険
- 2004年10月1日 - 東京海上火災保険を存続会社として日動火災と合併し、東京海上日動火災保険に商号変更。
- 2019年7月3日 - 少額短期保険を手がけるぜんち共済と共同で、知的障がい・発達障がい等のある人およびその家族向けのがん保険「手をつなぐがん保険」を開発し、販売すると発表。販売は翌2020年1月1日より開始される[5]。
- 2020年 - 株式会社トレードワルツに出資[6]。

## 本店
本店は1974年に竣工した東京海上日動ビル本館（東京都千代田区丸の内一丁目2番1号）に入っていたが新館とともに建て替えられることになり、新本店ビル建築中は常盤橋タワー（東京都千代田区大手町二丁目6番4号）に移転する。
新本店ビル（東京都千代田区丸の内1丁目6番1）はレンゾ・ピアノの設計で、地下3階、地上20階、塔屋2階の規模となる。2022年10月から旧本店ビルの本館および新館の解体に着工し、2024年12月に新本店ビルの建築に着工、2028年度の新本店ビルの竣工を目指している。

## 主力商品
- トータルアシスト
  - トータルアシスト自動車保険（総合自動車保険）
  - トータルアシスト超保険（生損保一体型保険）
  - トータルアシスト住まいの保険
  - トータルアシストからだの保険（傷害総合保険）
- ちょいのり保険（一日単位型ドライバー保険特約（包括方式）に基づき通知された自動車運転者保険）
- 手をつなぐがん保険（ぜんち共済との共同で販売開始する知的障がい・発達障がい等のある人およびその家族向けのがん保険）
- 超ビジネス保険

### 事業構成比
持株会社の英語社名は"Tokio Marine"とマリン（海上保険）をうたってはいるが、事業構成比の実態はオート系（自動車保険・自賠責）が大部分を占めている。
- 元受正味保険料

| 区分   | 金額              | 構成比 | 売上順位 |
| ------ | ----------------- | ------ | -------- |
| 自動車 | 1兆1398億4800万円 | 42.79% | 1        |
| その他 | 5184億900万円     | 19.46% | 2        |
| 火災   | 4833億1400万円    | 18.14% | 3        |
| 傷害   | 2416億4100万円    | 9.07%  | 4        |
| 自賠責 | 1869億2400万円    | 7.02%  | 5        |
| 海上   | 938億4800万円     | 3.52%  | 6        |
| 合計   | 2兆6639億8600万円 | 100%   | -        |

（自 2023年4月1日　至 2024年3月31日）

## 事業展開国と地区（一部）
- シンガポール
- マレーシア
- タイ
- インドネシア
- ベトナム
- フィリピン
- 中国
- 中華民国
- イギリス
- フランス
- ドイツ
- アメリカ合衆国
- メキシコ
- ブラジル
- インド
- アラブ首長国連邦
- サウジアラビア

## 関連企業
- 東京海上日動ファイナンス
- 東京海上日動あんしん生命
- 東京海上アセットマネジメント
- ティーキャピタルパートナーズ
- 東京海上日動メディカルサービス
- 東京海上日動ベターライフサービス
- 東京海上日動リスクコンサルティング
- 東京海上日動安心110番
- 東京海上日動システムズ
- 東京海上日動コミュニケーションズ
- 東京海上日動ファシリティーズ（旧：東管）
- 東京海上日動キャリアサービス
- 日新火災海上保険
- 東京海上アシスタンス
- 東京海上日動調査サービス
- イーデザイン損害保険
- 東京海上ビジネスサポート（特例子会社）
- 東京海上研究所

## 提供スポンサー
※ CMでは、冒頭に「Tokio Marine（トーキョー・マリーン）」という英語のコールから入る。
現在　
- 東京海上日動 Presents 挑戦へのエール 〜Challenge Stories Next〜（BS日テレ）

過去
- FNNスーパータイム（フジテレビ系）（旧東京海上時代）
- クイズ!年の差なんて（フジテレビ系）（旧日動火災時代）
- クイズ!当たって25%（TBSテレビ系）（同上）
- ぐるぐるナインティナイン（日本テレビ系）
- THE・サンデー（日本テレビ系）（同上）
- さんまのSUPERからくりTV（TBSテレビ系）
- ザ!鉄腕!DASH!!（日本テレビ系）- 現在は同業者のJA共済が提供。後継は提供復帰のKDDI→P&G。

ラジオ
- 東京海上日動 Challenge Stories 〜人生は、挑戦であふれている〜（TOKYO FM系）
- ラジオ時報CM（週末14:00〜28:00）（JFN）※2022年1月1日〜3月26日

## 行政処分・不祥事

### 保険金不払い問題
2005年、大手損害保険の「保険金不払い問題」が明らかになり、同社においても17,934件、金額にして9億6014万円分もの不払いが判明した。そして同年11月25日には金融庁から一部業務停止命令が下されるなど厳しい行政処分がなされた。東京海上日動はこの時点で損保大手6社中では不払い件数第4位と市場占有率に比して不払いが少なく、役員が辞任した損害保険ジャパンや三井住友海上火災保険と比べてあまり批判の対象にはならなかった。
ところが2006年8月11日、前年11月25日の行政処分後に数社で新たな不払いの発覚が相次いだのを受け、金融庁が再調査を指示。2006年9月29日に発表された同社の調査結果によると、昨年時点の3倍以上となる68,395件、金額にしておよそ46億円分もの不払いが新たに判明した。
その後も不当な不払いの発覚は収束する事が無く、2006年10月31日には第三分野保険での不払いが判明。件数は809件、2億6900万円分が不適切であるとの結果となった。そして2007年3月14日、この事態を重く見た金融庁により、同社は業務改善命令に加え、同年4月2日から3ヶ月間、第三分野商品の販売禁止を命令される（一部業務停止命令）という厳しい行政処分を科されることになった。
2006年11月20日には、合併前の旧日動火災海上保険が1989年から2004年9月に渡って販売していた積立保険、介護保険、所得補償保険などの契約分で、契約の失効や契約解除による返戻金の不払いが約5万件、3億7千万円分あったことが判明した。
このように、次から次へと新たな不当不払い事案が明らかになり、問題の終息が全く見えないことを重く見た金融庁が、2006年11月17日に損保各社に不払いの再々調査を指示。同社は2007年3月末までに調査が完了すると発表し、同年3月30日にその調査結果を発表。これによると、新たに2万4594件、金額にして24億7600万円もの不払いが確認され、合計で8万4715件、金額にしておよそ68億5400万円まで不払いが膨らんだ。
2007年5月18日に、損害保険協会会長を務める同社社長の石原邦夫が衆議院財務金融委員会の参考人招致を受け、これに出席。一連の保険金不払いについて釈明した。なお、政治献金について質問されたところ、同社は2005年に1,764万円、2006年もそれと同等額を自民党へ献金していたことが明らかになった。本来支払わなければならないものを支払わず、支払わなくてもよいものに支払っていた体制が問題視された。
さらに2014年に入って、それまでの発表以外にも、約12万件の不払いがあることを掌握しながら、対応していなかったことが明らかになった。
保険金不払い以外では、2006年12月10日に2×4工法の建築物に対する火災保険料を取りすぎていた問題が発覚している。

#### 保険金不払いに対する経営責任
この問題に関して、同社は長らく経営者の減給等の対応は示してこなかった。しかし、2007年3月14日に発動された行政処分を重く見て、同年4月8日には当時の社長である石原邦夫が同年6月末をもって社長職を辞任する意向を示し、6月21日をもって辞任した。そして同日、代表権のない会長職へ就任した。 後任には当時専務であった隅修三が昇格し社長となった。なお、同社の持ち株会社であるミレアホールディングスの社長職についても同様の人事が行われた。
この他、石原は同時にNHK経営委員長も務めていた時期があったが、世論の批判拡大に加え、第三分野保険での不正不払いによって同社に行政処分が下されたことなどにより、保険金不払い問題をはじめとする同社の不祥事への対応に本腰を入れなければならないと判断し、2007年4月10日をもって辞任した。なお、石原本人は同時に委員の役職も辞するつもりであったが、総務大臣の菅義偉から説得され同年6月末まで委員として留任していた。

### 東急向け保険での不当なカルテル
2023年6月19日、東京海上日動火災保険など4社に対し、東急グループ向けの火災保険料を事前に調整したとして、金融庁が報告徴収命令を出していた事が分かった。同月20日、同社は自社の社員が保険料の調整行為を主導していたことを明らかにした。私的独占の禁止及び公正取引の確保に関する法律（独占禁止法）違反のカルテルを結んだとして、近く公正取引委員会に報告する。12月26日、金融庁から業務改善命令が出された。

### 個人情報漏洩
2023年10月28日、東京海上日動火災保険の代理店で約2500件の個人情報の漏えいがあったことが分かった。

### 企業向け保険カルテル疑惑
2023年12月19日、公正取引委員会は企業向け保険でカルテルを結んだとして、東京海上日動を含む損保4社に独占禁止法違反容疑で立ち入り検査した。対象となった契約は京成電鉄、コスモエネルギーホールディングス、シャープ、JERA、東京都、エネルギー・金属鉱物資源機構との損害保険契約。
2024年10月31日、公正取引委員会は上記6法人に先述の東急と警視庁、仙台国際空港を加えた9法人の保険契約においてカルテルおよび談合があったと認定し、東京海上日動を含む損保4社および一部案件での仲介役とされる保険代理店の共立に対し排除措置命令を出すと共に、損保4社には合計20億7164万円（うち東京海上日動は3212万円）の課徴金納付命令を出した。
2024年11月7日、経済産業省は上記の処分を受けるかたちで、損保4社および共立に対し同日より一定期間の補助金交付等の停止および契約に係る指名停止等措置を執った。期間は東京海上日動を含む損保3社は2025年3月22日まで、その他2社は同年2月6日までとなっている。

### 個人情報漏洩
2024年7月10日、業務委託先のサーバーがランサムウェアに感染し、サーバー内の個人情報が漏洩した恐れがあることを東京海上日動が発表。同社発表ではグループ会社や保険契約者のを含めて、約63000件に及ぶとされている。